# Ekaterina Svanidze

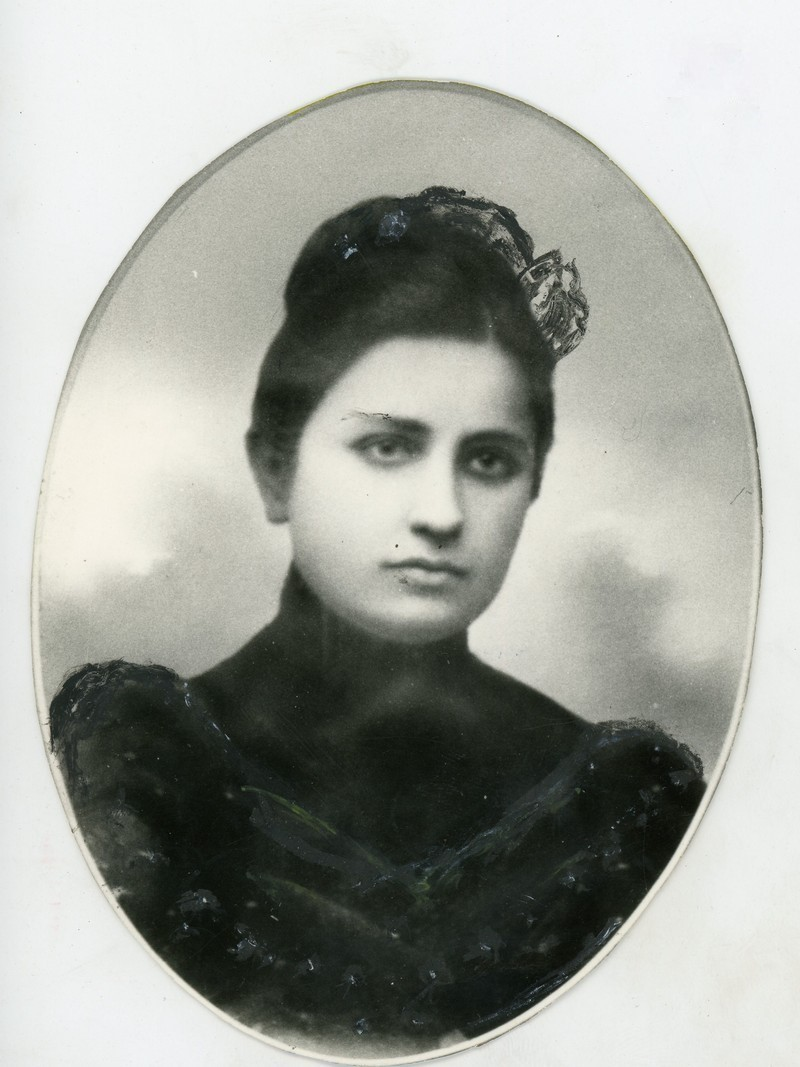
Ekaterina Svanidze

Ekaterina Svanidze (în limba georgiană: ქეთევან სვანიძე) (n. 1880 — d. 1907) a fost prima nevasta a lui Iosif Vissarionovici Stalin. Cei doi s-au cǎsǎtorit în 1903.
Ekaterina Svanidze, cunoscutǎ și cu numele de Kato, a fost o tânǎrǎ georgianǎ, sora lui Alexandr Svanidze, tovarǎș de luptǎ a lui Stalin în Partidul bolșevic. 
Dupǎ cǎsǎtorie, l-a nǎscut pe singurul lor copil, Iakov Djugașvili care, la maturitate, a devenit ofițer al Armatei Roșii și a murit în prizonierat într-un lagǎr german.
Pe 25 noiembrie 1907, Ekaterina a murit la numai 27 de ani de tuberculozǎ, "în brațele lui Stalin". Acesta ar fi spus la moartea soției sale: Aceastǎ ființǎ mi-a înmuiat inima de piatrǎ. Ea a murit și odatǎ cu ea au murit ultimele sentimente de compasiune pentru umanitate.